# Rönninge, Täby kommun
Rönninge är en kommundel i Täby kommun. Den avgränsas i väster av Rönningesjön och gränsar i norr mot Löttinge, i öster mot Arninge och Österåkers kommun samt i söder mot Hägernäs och Viggbyholm. Kommundelen saknar tätbebyggelse. Här ligger Rönninge by-Skavlötens naturreservat  med Skavlötens friluftsområde och Rönninge by.